# Jean Joyeux-Laffuie
Jean Joyeux-Laffuie est un homme politique français né le 12 décembre 1852 à Surin (Vienne) et décédé le 23 septembre 1917 à Paris.
Propriétaire terrien et viticulteur, il est docteur en médecine, docteur es sciences et professeur d'anatomie à la faculté de Caen. Conseiller général, il est député de la Vienne de 1906 à 1910, inscrit au groupe de la Gauche démocratique.

## Sources
- « Jean Joyeux-Laffuie », dans le Dictionnaire des parlementaires français (1889-1940), sous la direction de Jean Jolly, PUF, 1960 [détail de l’édition]